# Molophilus falcatus
Molophilus falcatus är en tvåvingeart som beskrevs av Ernst Evald Bergroth 1888. Molophilus falcatus ingår i släktet Molophilus och familjen småharkrankar. Inga underarter finns listade i Catalogue of Life.